# Francisco Lagos Cházaro
Francisco Jerónimo de Jesús Lagos Cházaro Mortero (ur. 30 września 1878, w Tlacotalpan zm. 13 listopada 1932 w Meksyku) – meksykański polityk i adwokat.
W 1912 r. został gubernatorem stanu Veracruz. Od 10 czerwca do 10 października 1915 r. sprawował urząd prezydenta Meksyku. Jego władza była jednak pozbawiona znaczenia: nie kontrolował sytuacji w kraju, a w lipcu 1915 r. zwolennicy przyszłego prezydenta Venustiano Carranzy wyrzucili go ze stolicy, przez co Lagosa zmuszono do rezydowania w Toluca. W roku 1915 udał się na emigrację, z której powrócił w 1920.